# Volcán Descabezado Grande
Volcán Descabezado Grande är en kon i Chile.   Den ligger i regionen Región del Maule, i den södra delen av landet, 240 km söder om huvudstaden Santiago de Chile. Toppen på Volcán Descabezado Grande är 3 937 meter över havet.
Terrängen runt Volcán Descabezado Grande är bergig åt sydost, men åt nordväst är den kuperad. Volcán Descabezado Grande är den högsta punkten i trakten. Runt Volcán Descabezado Grande är det glesbefolkat, med 8 invånare per kvadratkilometer.. Det finns inga samhällen i närheten.
Trakten runt Volcán Descabezado Grande är ofruktbar med lite eller ingen växtlighet.